# Przeziernik topolowiec
Przeziernik topolowiec (Paranthrene tabaniformis) – owad z rzędu motyli. Rozpiętość skrzydeł imago wynosi do 32 (samice) lub 28 mm (samce). Gąsienice tego motyla żerują na drewnie młodych gałęzi topól. Przepoczwarczenie następuje w drewnie.